# Leibnitz
Leibnitz (słoweń. Lipnica) – miasto powiatowe w Austrii, w kraju związkowym Styria, siedziba powiatu Leibnitz. Leży nad Murą. Liczy 12176 mieszkańców (1 stycznia 2017).
W mieście znajduje się stacja kolejowa Leibnitz.

## Osoby

### urodzone w Leibnitz
- Tadeusz Kalinowski, aktor

## Współpraca
Miejscowości partnerskie:
- Gumpoldskirchen, Dolna Austria
- Mira, Włochy
- Pedra Badejo, Republika Zielonego Przylądka